# 长湖 (南达科他州)
长湖（英語：Long Lake），是美国南达科他州下属的一座城市。根据2010年美国人口普查，该市有人口31人。论人口在本州排行第294。